# Chris Durkin
Pour les articles homonymes, voir Durkin.
Chris Durkin, né le 8 février 2000 à Hampton en Virginie aux États-Unis, est un joueur américain de soccer. Il joue au poste de milieu défensif à St. Louis City SC en MLS.

## Biographie

### D.C. United
Né à Hampton dans l'état de Virginie aux États-Unis, Chris Durkin passe par le club des Kickers de Richmond, avant de poursuivre sa formation à D.C. United où il devient le plus jeune joueur issu de l'académie à rejoindre l'équipe première, à 16 ans et 127 jours. Mais c'est bien avec son premier club qu'il fait ses premiers pas en professionnel, en United Soccer League. En 2017, il retourne à D.C. United, et joue son premier match en Major League Soccer le 4 mars 2018, en entrant en jeu à la place de Yamil Asad face à Orlando City, lors d'une rencontre qui se termine par un match nul (1-1).

### Saint-Trond
Le 30 août 2019, dans les derniers instants du mercato estival, Chris Durkin est prêté au Saint-Trond VV avec option d'achat pour la saison 2019-2020 de Jupiler Pro League. Il joue son premier match avec le club belge le 25 septembre 2019, lors d'une rencontre de coupe de Belgique remportée par son équipe sur le score de deux buts à zéro contre l'Oud-Heverlee Louvain. Il inscrit son premier but le 8 février 2020, jour de ses 20 ans, contre la KAS Eupen en championnat. Son équipe s'impose par cinq buts à deux ce jour-là.
À l'issue de la saison 2019-2020, le club belge lève l'option d'achat assortie au prêt.

### Retour à D.C. United
Après deux ans et demi en Belgique, le 24 mars 2022, Durkin est transféré vers D.C. United qu'il retrouve ainsi quelques semaines après le lancement de la saison 2022 de Major League Soccer.

### St. Louis City SC
Le 12 décembre 2023 est annoncé le transfert de Chris Durkin vers le St. Louis City SC. Il signe un contrat d'un an, plus une année supplémentaire en option.
Durkin inscrit son premier but pour le St. Louis City SC le 2 juin 2024, lors d'un match de MLS contre l'Inter Miami. Titulaire, il ouvre le score après quinze minutes de jeu mais les deux équipes se neutralisent (3-3 score final).

### En sélection nationale
Chris Durkin est à plusieurs reprises capitaine de la sélection des moins de 17 ans. Avec cette équipe, il participe au championnat de la CONCACAF des moins de 17 ans en 2017. Les joueurs américains s'inclinent en finale face au Mexique aux tirs au but. Chris Durkin est par ailleurs nommé dans l'équipe type du tournoi. Avec cette même sélection il participe plus tard dans l'année à la Coupe du monde des moins de 17 ans en 2017 qui se déroule en Inde. Lors du mondial junior, il joue cinq matchs, inscrivant un but contre le pays organisateur. Les États-Unis s'inclinent en quart de finale face à l'Angleterre.
Il joue son premier match avec l'équipe des États-Unis des moins de 20 ans contre la France, le 22 mars 2019 (2-2). Avec cette même sélection il participe au Championnat d'Europe des moins de 20 ans en 2019, qui se déroule en Pologne. Il est titulaire à quatre reprises durant cette compétition où les jeunes américains se hissent jusqu'en quarts de finale.

## Palmarès
- Équipe des États-Unis des moins de 17 ans
  - Finaliste du championnat de la CONCACAF des moins de 17 ans en 2017

## Statistiques
| Saison                | Club                       | Championnat           | Championnat | Championnat | Coupe(s) nationale(s) | Coupe(s) nationale(s) | Compétition(s) continentale(s) | Compétition(s) continentale(s) | Compétition(s) continentale(s) | Séries | Séries | Total | Total |
| Saison                | Club                       | Division              | M.          | B.          | M.                    | B.                    | Comp.                          | M.                             | B.                             | M.     | B.     | M.    | B.    |
| 2015                  | Kickers de Richmond        | USL                   | 1           | 0           | 0                     | 0                     | -                              | -                              | -                              | 0      | 0      | 1     | 0     |
| 2016                  | D.C. United                | MLS                   | 0           | 0           | 1                     | 0                     | -                              | -                              | -                              | 0      | 0      | 1     | 0     |
| 2017                  | D.C. United                | MLS                   | 0           | 0           | 1                     | 0                     | -                              | -                              | -                              | -      | -      | 1     | 0     |
| 2018                  | D.C. United                | MLS                   | 23          | 0           | 2                     | 0                     | -                              | -                              | -                              | 0      | 0      | 25    | 0     |
| 2019                  | D.C. United                | MLS                   | 13          | 1           | 1                     | 0                     | -                              | -                              | -                              | 0      | 0      | 14    | 1     |
| Sous-total            | Sous-total                 | Sous-total            | 36          | 1           | 5                     | 0                     | -                              | 0                              | 0                              | 0      | 0      | 41    | 1     |
| 2016                  | Kickers de Richmond (prêt) | USL                   | 3           | 0           | 0                     | 0                     | -                              | -                              | -                              | 0      | 0      | 3     | 0     |
| 2017                  | Kickers de Richmond (prêt) | USL                   | 11          | 0           | 0                     | 0                     | -                              | -                              | -                              | -      | -      | 11    | 0     |
| Sous-total            | Sous-total                 | Sous-total            | 14          | 0           | 0                     | 0                     | -                              | 0                              | 0                              | 0      | 0      | 14    | 0     |
| 2019-2020             | Saint-Trond VV (prêt)      | Jupiler Pro League    | 13          | 1           | 2                     | 0                     | -                              | -                              | -                              | 0      | 0      | 15    | 1     |
| 2020-2021             | Saint-Trond VV             | Jupiler Pro League    | 28          | 0           | 2                     | 0                     | -                              | -                              | -                              | -      | -      | 30    | 0     |
| 2021-2022             | Saint-Trond VV             | Jupiler Pro League    | 27          | 0           | 0                     | 0                     | -                              | -                              | -                              | -      | -      | 27    | 0     |
| Sous-total            | Sous-total                 | Sous-total            | 68          | 1           | 4                     | 0                     | -                              | 0                              | 0                              | 0      | 0      | 72    | 1     |
| 2022                  | D.C. United                | MLS                   | 29          | 1           | 1                     | 0                     | -                              | -                              | -                              | -      | -      | 30    | 1     |
| Total sur la carrière | Total sur la carrière      | Total sur la carrière | 148         | 3           | 10                    | 0                     | -                              | 0                              | 0                              | 0      | 0      | 158   | 3     |